# Rıza Yıldırım
Rıza Yıldırım (ur. 6 maja 1987) – turecki zapaśnik walczący w stylu wolnym. Zajął dziewiętnaste miejsce na mistrzostwach świata w 2013 i 2017. Mistrz Europy w 2017. Triumfator igrzysk śródziemnomorskich w 2013. Uniwersytecki wicemistrz świata w 2008. Czwarty w Pucharze Świata w 2017; dziewiąty w 2012 i szósty w drużynie w 2008.  Wicemistrz świata juniorów w 2005, a trzeci w 2016 i 2017. Mistrz Europy juniorów w 2005 i trzeci w 2006 roku.